# Língua chiwere
Chiwere (também chamada Iowa-Otoe-Missouria ou Báxoje-Jíwere-Ñút’achi) é uma língua Sioux originalmente falada pelas tribos indígenas Missouri, Otoe, Iowa, as quais inicialmente se deslocaram da região dos Grandes Lagos para o meio-oeste e as planícies. A língua é muito aproximada com a língua winnebago (ou Ho-Chunk). Missionários cristãos documentaram Chiwere pela primeira vez nos anos 1830, mas desde então nada mais se publicou sobre a língua. A língua sofreu um constante declínio a medida que aumentaram os contatos com europeus nos anos 1850, sendo que já por volta de 1940 não era mais falada.

## Fonologia
A fonologia Chiwere é composta de 29 consoantes, três vogais nasais e cinco orais..

### Consoantes
|                |                | Labial | Interdental | Dental | Palatal | Velar | Glotal |
| -------------- | -------------- | ------ | ----------- | ------ | ------- | ----- | ------ |
| Plosiva        | Aspirada       | p      |             | t      | tʃ      | k     | ʔ      |
| Plosiva        | Aspirada       | pʰ     |             | tʰ     | tʃʰ     | kʰ    |        |
| Plosiva        | Ejetiva        | pʼ     |             | tʼ     | tʃʼ     | kʼ    |        |
| Fricativa      | Surda          |        | θ           | s ~ ʃ  | s ~ ʃ   | x     | h      |
| Fricativa      | Sonora         |        | ð           |        |         |       |        |
| Fricativa      | Ejetiva        |        | θʼ          | sʼ     |         | xʼ    |        |
| Nasal oclusiva | Nasal oclusiva | m      |             | n      | ɲ       | ŋ     |        |
| Aproximante    | Aproximante    | w      |             | ɾ      | j       |       |        |